# Cristiana Lobo (nadadora)
Cristiana da Silveira Lobo (Rio de Janeiro, 23 de junho de 1972) é uma ex-nadadora sincronizada brasileira. Representou o Brasil nos Jogos Olímpicos de Verão de 1992, em Barcelona.

## Biografia
Seu contato com a natação foi no Clube de Regatas do Flamengo, onde fez a sua carreira. Foi convocada pela primeira vez para a seleção brasileira aos 14 anos.
Disputou como solista o Campeonato Mundial de Esportes Aquáticos de 1991, na Austrália. Ficou na 19ª posição.
Foi convocada para os Jogos Pan-Americanos de 1991, em Havana. Terminou na quinta posição no dueto com Fernanda Veirano.
No Sul-Americano realizado em Medellín, na Colômbia, em 1992, ficou em segundo lugar.
Disputou o torneio de Palma de Mallorca, em 1992, na Espanha, ficando em segundo lugar no dueto com Fernanda Veirano. Competiu nos Jogos Olímpicos de Verão de 1992, em Barcelona, terminando em 15º lugar no dueto.
Cristiana e Fernanda ainda competiram no dueto do Campeonato Mundial de Esportes Aquáticos de 1994, em Roma, ficando em 12º lugar. Competiu ainda nos Jogos Pan-Americanos de 1995, em Mar del Plata, e no sul-americano, onde foi campeã em 1996.

## Vida pessoal
Cristiana é filha de Ana Maria Lobo, que já praticou natação. É mãe de Maria Clara Lobo, que competiu nos Jogos Pan-Americanos de 2015 e nos Jogos Olímpicos de 2016, também pelo nado sincronizado.